# Piotrówka (Radom)

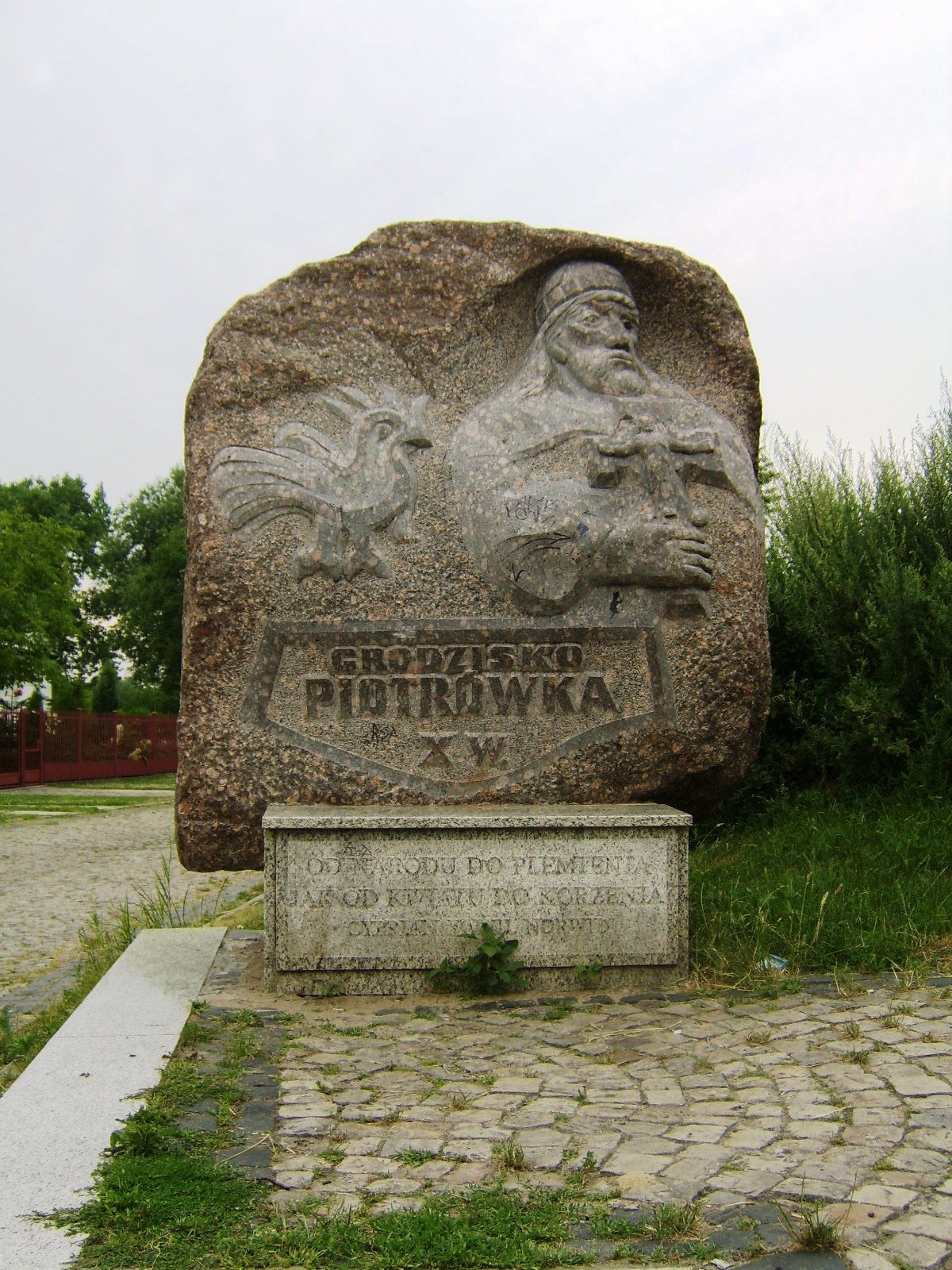
Grodzisko „Piotrówka”

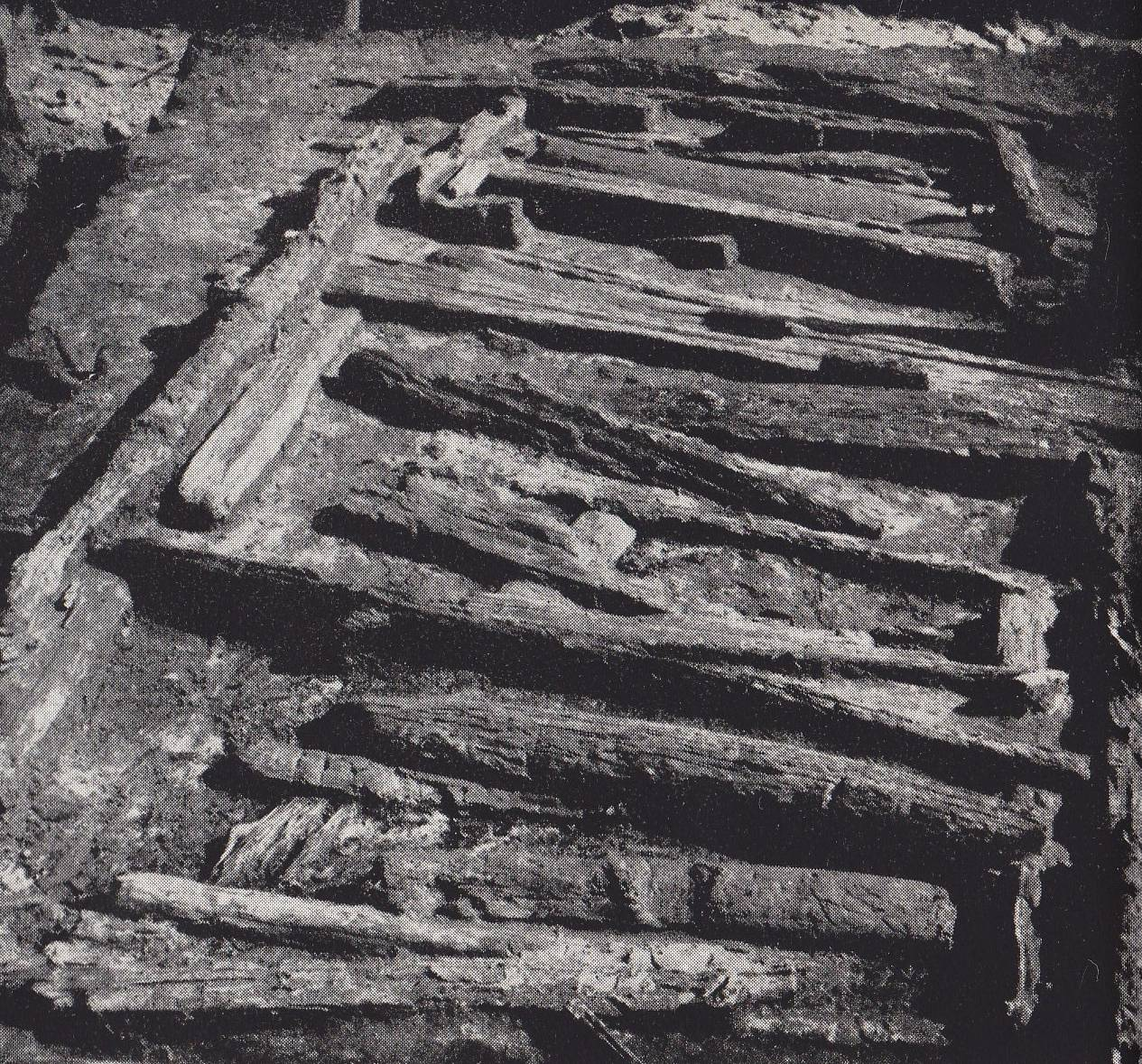
Wykopaliska archeologiczne na Piotrówce

Grodzisko „Piotrówka” – średniowieczne grodzisko na terenie dzisiejszego Radomia. Obiekt jest częścią szlaku turystycznego Zabytki Radomia.
Grodzisko powstało w 2 połowie X wieku w celu strzeżenia brodu na rzece Mlecznej na skrzyżowaniu szlaków handlowych wiodących z Małopolski na Mazowsze i przez Lublin na Ruś. Radom był wówczas ważnym ośrodkiem osadniczym, znajdującym się pod władzą możnowładczego władyki, a potem siedzibą kasztelanii, która strzegła państwa przed najeźdźcami ze wschodu i północnego wschodu (Jaćwingowie, Litwini, Tatarzy).

## Kształt grodu
Według dawniejszych poglądów pierwotny gród był mały i miał ok. 80–85 m średnicy. Był on systematycznie rozbudowywany (XI w.). Otrzymał nowy pierścień umocnień i osiągnął powierzchnię 1,4 ha. Miał kształt zbliżony do koła, otoczony był fosą zasilaną wodą ze źródeł, której brzegi umocnione zostały konstrukcjami skrzyń wypełnionych gliną, a wał pierścienia obronnego miał 11 m szerokości u podstawy oraz około 8–9 m wysokości i wzmocniony był okładziną z kamieni polnych. Do grodu prowadziła droga przez bagnisko, wymoszczona balami dębowymi.
Według najnowszych badań archeologicznych, prowadzonych przez naukowców z Instytutu Archeologii i Etnologii PAN, wały wzniesiono na tzw. surowym korzeniu w jednym czasie i zamykały one od razu obszar ok. 1,5 ha. Grodzisko Piotrówka ma formę płaskiego wzniesienia o wysokości 5-7 metrów i wymiarach 146 x 136 metrów. W 2 poł. X wieku wzniesiono wały, obniżając przy tym teren między linią wałów a centralną częścią grodu (faza I). W wieku XI w strefie przywałowej pojawiła się zabudowa drewniana (faza II). W okresie od schyłku XI do końca XII wieku (faza III) przebudowano fortyfikacje, podniesiono poziom gruntu przy wałach, wzniesiono budynki mieszkalne w odległości 15–20 m od nich. W XIII wieku wyrównano wewnętrzną część grodziska, ponownie zaczęto wykorzystywać strefę w sąsiedztwie wału.
Na terenie grodu przez kilkaset lat istniał kościół św. Piotra, od którego pochodzi nazwa grodziska.

## Historia
Gród radomski stanowił ważny ośrodek administracyjny i handlowy na pograniczu Małopolski i Mazowsza, będący siedzibą kasztelanii, obejmującej tereny nad Radomką oraz Iłżanką. Analiza monet znalezionych podczas prac archeologicznych wskazuje, że gród był związany z południową czyli małopolską strefą ekonomiczną.
Gród w Radomiu powstał z inicjatywy władców pierwszego państwa piastowskiego jako ośrodek administracji i kontroli nowych terenów.
Pierwsza wzmianka o Radomiu pochodzi z roku 1155, gdy w bulli papieża Hadriana (tzw. Bulli wrocławskiej), w przywileju rocznym dla biskupstwa wrocławskiego wymieniono wieś Sławno leżącą w pobliżu Radomia. W źródłach z XIII w. pojawiają się wzmianki z imionami czterech kasztelanów radomskich. W 1222 roku istniejący na grodzisku kościół pw. św. Piotra, od którego grodzisko wzięło swą nazwę, został nadany przez biskupa Iwo Odrowąża benedyktynom sieciechowskim. Kościół istniał już zapewne w wieku XI. W roku 1252 odnotowano powrót grodów w Sandomierzu i Radomiu (castrum de Radom) w prawowite ręce księcia Leszka Białego. Przed rokiem 1350 nadano prawa miejskie osadzie na stanowisku 3, lokując ją na prawie średzkim. Być może stało się to równocześnie z budową kościoła św. Wacława na przełomie XIII/XIV wieku. W drugiej 1364 roku Kazimierz Wielki dokonał ponownej lokacji miasta na prawie magdeburskim. W 1370 roku rozpoczęto na terenie obecnego Starego Miasta budowę zamku – nowej siedziby kasztelana i centrum administracyjnego, które przejęło funkcje grodu, co spowodowało utratę przez niego dotychczasowej roli. Gród porzucono ok. poł. XIV w. w związku z lokacją miasta i przeniesieniem siedziby władzy. W XV i XVI wieku na grodzisku istniała zabudowa mieszkalna i gospodarcza, wiążąca się być może z sejmami koronnymi i pobytami rodziny królewskiej. W latach 1790–1812 na Piotrówce funkcjonował cmentarz.

## Osady związane z grodem
W dolinie Mlecznej istniały jeszcze co najmniej trzy osady: rolnicza, produkcyjna (wytop żelaza) i handlowa (Plac Staromiejski wokół kościoła św. Wacława). Po powodzi osada rolnicza przeniesiona została w inne miejsce (czasowy zanik śladów osadnictwa nad Mleczną pod kilkudziecięciocentymetrową warstwą osadów rzecznych i jednoczesne pojawienie się osady w rejonie ul. Przechodniej i Limanowskiego). Mało znane są ślady osadnictwa wczesnośredniowiecznego, zniszczone zabudową ulic Wacława i ul. Piotrówka. Śmiało można mówić o wczesnośredniowiecznym kompleksie osadniczym Radomia poprzedzającym nową lokacją miasta Kazimierzowskiego (zbudowanego w XIV wieku na surowym korzeniu około 700 m od grodu).

## Badania archeologiczne
Grodzisko i przylegające do niego tereny były badane archeologicznie podczas 10-letniej misji PAN na przełomie lat 50. i 60. m.in. przez Ewę Kierzkowską-Kalinowską, oraz podczas szeregu badań ratunkowych do końca lat 70. XX wieku. 
Kolejny etap badań archeologicznych PAN przebiegał w latach 2009 - 2013 roku. Poszukiwano m.in. śladów kościoła św. Piotra. Odkryto grób z końca XII lub początku XIII w. a także piwnicę spalonego domu z XIII wieku a w niej m.in. denary z czasów Łokietka, naczynia oraz czaszki z XVIII/XIX wieku (teren po dawnym cmentarzu). Istotnym znaleziskiem był dwuczęściowy krzyż relikwiarzowy ze stopu miedzi, na którego awersie znajdowało się przedstawienie ukrzyżowanego Chrystusa a na rewersie pięć owalnych medalionów z popiersiami świętych, umieszczonych na końcach ramion i pośrodku krzyża. Przy pochówkach szkieletowych w zorientowanych jamach grobowych z terenu grodziska znaleziono miedziane kabłączki skroniowe, pierścionki i kółko szklane. Znaleziska te mogą świadczyć o funkcjonowaniu budowli sakralnej na terenie grodu we wczesnym średniowieczu.